# Blasticorhinus aurantiaca
Blasticorhinus aurantiaca är en fjärilsart som beskrevs av Holland 1894. Blasticorhinus aurantiaca ingår i släktet Blasticorhinus och familjen nattflyn. Inga underarter finns listade i Catalogue of Life.